# Кочерма
Коче́рма — парусное одно- или двухмачтовое каботажное судно.

## Описание судна
Небольшое одно- или двухмачтовое парусное судно. Длина судна достигала 15 метров, ширина — до 3,6 метров. Помимо парусного вооружения кочермы могли дополнительно иметь 6—8 вёсел.

## Использование судна
Использовалось в XIX веке в турецком флоте для транспортных перевозок, высадки десанта и сторожевой службы, в том числе во время русско-турецких и крымской войн.
Активно использовалось народами Кавказа, торговцами, контрабандистами и пиратами на Чёрном море. Английские агенты на Кавказе также использовала турецкие кочермы для доставки военной контрабанды.
В силу небольших размеров и осадки, суда подобно типа для погрузки на них товара иногда вытаскивались на берег, а контрабандисты подобным образом прятались от судов Черноморского флота, маскируя вытащенные кочермы под кусты на берегу моря.

## Кочерма в искусстве
Нашли отражение в русском искусстве, так турецкие кочермы изображены на картинах А. П. Боголюбова «Турецкая кочерма» и И. К. Айвазовского «Взятие русскими матросами турецкой кочермы и освобождение пленных кавказских женщин», в журнале «Нива» от 1890 года был опубликован рисунок Э. Я. Магдесяна с изображённой на нём двухмачтовой кочермой и подписанный как «турецкое разбойничье судно — кочерма у берегов Крыма».